# Шапошников, Иван Григорьевич
Ива́н Григо́рьевич Ша́пошников (25 июля 1911, Александрия, Херсонская губерния, Российская империя — 13 октября 2000, Пермь) — советский и российский физик, профессор, доктор физико-математических наук (1951), последний декан физико-математического факультета (1956—1960), создатель и первый декан физического факультета Пермского университета (1960—1961), заслуженный деятель науки РСФСР, заслуженный соросовский профессор, один из создателей Пермского научного центра УрО РАН, один из организаторов научного совета Министерства высшего и среднего специального образования СССР по проблеме «Органические полупроводниковые материалы».

## Биография

### Довоенные годы
В 1934 году окончил Государственный дальневосточный университет во Владивостоке.
Работал во Владивостокском (1931—1934, 1937—1939) и Казанском университетах. В 1937 году окончил аспирантуру у академика М. А. Леонтовича в МГУ и защитил кандидатскую диссертацию, одним из его оппонентов был академик Л. Д. Ландау.

### Годы Великой Отечественной войны
С начала и до конца Великой Отечественной войны служил в Советской Армии. Участвовал в боевых действиях на Юго-Западном фронте в качестве писаря-переводчика штаба полка. Был в рядах антифашистского подпольного движения на Украине. Имеет билет партизана Украины. Награждён орденом «Трудового Красного Знамени» и медалями «За боевые заслуги», «За победу над Германией» и другими медалями.

### Послевоенные годы
В 1948 г. начал работать в Пермском университете. В 1949 г. им была создана кафедра теоретической физики, которой он заведовал до 1989 г.
1956—1960 — последний декан физико-математического факультета Пермского университета.
1960—1961 — создатель и первый декан физического факультета Пермского университета.

## Научная деятельность
Широкую известность И. Г. Шапошникову принесли исследования по теории магнитного резонанса и релаксации.
Первые работы по магнитной (спиновой) релаксации были опубликованы И. Г. Шапошниковым в 1947—1948 годах. В его разработках учитывались релаксационные процессы, идущие не только внутри спиновой системы, но также и между спин-системой и решеткой. Сами явления магнитной релаксации и резонанса были тогда недавно открыты и теория Шапошникова была весьма актуальной. В дальнейшем И. Г. Шапошниковым с соавторами были построены микроскопические теории, позволяющие получить зависимость феноменологических параметров от поля и от температуры.
В Пермском университете выполнил ряд классических исследований по неравновесной термодинамике спиновых систем парамагнетиков. Им была построена общая феноменологическая теория пара-магнитных резонансных и релаксационных явлений, включающая в себя в качестве частного случая теорию Блоха. Эти работы легли в основу его докторской диссертации (1951).
По его инициативе как профессора в ПГУ начались экспериментальные исследования в области спектроскопии. В 1959 году была создана научно-исследовательская лаборатория радиоспектроскопии (с 1964 года — проблемная лаборатория спектроскопии).
Среди его учеников 10 докторов и большое количество кандидатов наук. Созданная им научная школа получила как всероссийское, так и международное признание. Из более чем тридцати аспирантов И. Г. Шапошникова шестеро впоследствии защитили докторские диссертации.
Он был редактором издающегося в Пермском университете с 1962 года сборника научных трудов «Радиоспектроскопия», который в 1974 году получил статус межвузовского (всего к настоящему времени изданы 21 выпуск сборника).
И. Г. Шапошников выступил как инициатор создания в ПГУ диссертационного совета по физико-математическим наукам, выступил доверенным лицом В. В. Маланина в 1987 году на первых выборах ректора университета.
С 1979 по 1985 год был единственным представителем СССР в Международном комитете по ядерной квадрупольной спектроскопии, а в 1974 году избран в Международное Амперовское общество. Ему присвоены звания «Заслуженный деятель науки РСФСР» и «Заслуженный Соросовский профессор».
При участии И. Г. Шапошникова создавался Пермский научный центр Уральского отделения РАН, был организован Научный совет Министерства высшего и среднего специального образования СССР по проблеме «Органические полупроводниковые материалы». В 1984 году вошёл в список кандидатов в члены-корреспонденты АН СССР.

## Избранные научные работы
И. Г Шапошников опубликовал 100 печатных трудов в отечественных и зарубежных изданиях.

### Диссертации
- Шапошников, Иван Григорьевич. К термодинамической теории парамагнитной релаксации : дис. ... докт. физ.-матем. наук : 01.00.00. - Молотов, 1949. - 90 с.